# ダオ峡谷
ダオ峡谷（ダオきょうこく英語: Dao Vallis）は火星にある峡谷で、水で削られることによってできた。ハドリアクス山の南麓から南西方向へ走ってヘラス平原に入るもので、洪水河床地形に位置づけられている。ダオ峡谷とその支流のニジェール峡谷は、約1200 kmにわたって広がる。
これはタイ語で星を表す単語から名付けられ、2012年のマーズ・サイエンス・ラボラトリーのキュリオシティの着陸地点として提案されたこともあった。2007年のカナダのフィクションの連続ドラマ『Race to Mars』では、ここに着陸機「ガガーリン」が着陸した。

## 起源

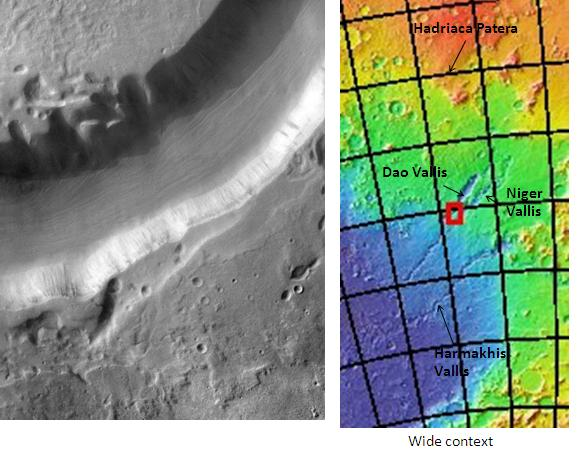
人工衛星のテミスからみたダオ峡谷。クリックすると、ダオ峡谷と近隣の地形との関係が分かる。

ダオ峡谷は、大きな火山であるハドリアクス山の近くで始まっているので、熱いマグマが凍った土の中の膨大な量の氷を溶かしたときに水が供給されたと考えられている。水の多くは巨大な「爆発的洪水」がもたらしたかもしれない。写真の左側にある部分的に円形の窪みにより、地下水の崩壊がより水を流れやすくしたかもしれないと推測される。